# Jewhen Zariczniuk
Jewhen Mykołajowycz Zariczniuk, ukr. Євген Миколайович Зарічнюк (ur. 3 lutego 1989 w Kijowie) – ukraiński piłkarz, grający na pozycji pomocnika.

## Kariera piłkarska

### Kariera klubowa
Wychowanek szkół piłkarskich Arsenał Kijów, BWUFK Browary i Kosmos Zaporoże, barwy których bronił w juniorskich mistrzostwach Ukrainy (DJuFL). Karierę piłkarską rozpoczął 31 lipca 2006 w składzie Nafkomu Browary. Podczas przerwy zimowej sezonu 2006/07 został zaproszony do FK Lwów. Po roku przeniósł się do Stali Ałczewsk, w którym występował do lata 2008. Na początku 2009 został piłkarzem amatorskiego zespołu Irpiń Horenicze. Latem 2009 zasilił skład Obołoni Kijów. Potem występował na zasadach wypożyczenia w klubach Desna Czernihów, MFK Mikołajów i FC Tiraspol. W lipcu 2012 FC Tiraspol wykupił transfer piłkarza. 26 czerwca 2015 przeszedł do Milsami Orgiejów, w którym grał do czerwca 2016. 18 lipca 2018 podpisał kontrakt z Worskłą Połtawa. W lipcu 2017 opuścił połtawski klub. 21 września 2017 jako wolny agent znów zasilił skład MFK Mikołajów. 29 stycznia 2018 przeniósł się do Wołyni Łuck, w którym grał do lata. 7 września 2018 jako wolny agent został piłkarzem klubu Ahrobiznes Wołoczyska.

## Sukcesy

### Sukcesy klubowe
- brązowy medalista Mistrzostw Mołdawii: 2013
- zdobywca Pucharu Mołdawii: 2013
- finalista Superpucharu Mołdawii: 2013